# Naissance en 1968
Naissance
- 1964
- 1965
- 1966
- 1967
- 1968
- 1969
- 1970
- 1971
- 1972

Les naissances en 1968 concernent les personnalités nées entre le 1er janvier et le 31 décembre 1968.

## Janvier
- 1er janvier : 
  - Angéline Nadié, actrice ivoirienne († 17 juillet 2021).
  - Francesca Alotta, chanteuse italienne.
  - Nathalie Boutefeu, actrice, scénariste et réalisatrice française.
  - Rick J. Jordan, musicien allemand.
- 2 janvier : Cuba Gooding Jr., acteur et producteur américain.
- 5 janvier : Laly Meignan, actrice française.
- 6 janvier : Cécile Reyboz, écrivaine française.
- 7 janvier : 
  - Mansoor Ahmed, joueur de hockey sur gazon pakistanais († 12 mai 2018).
  - Guéorgui Gospodínov, écrivain bulgare.
- 9 janvier :
  - Pierre Berger, homme d'affaires, président-directeur général du groupe Eiffage († 23 octobre 2015).
  - Joey Lauren Adams, actrice, réalisatrice et scénariste américaine.
  - Frédéric Fonteyne, cinéaste belge.
- 10 janvier :
  - Carole Baillien, comédienne et auteur de théâtre et de cinéma franco-belge.
  - Michel Zanoli, coureur cycliste néerlandais († 29 décembre 2003).
  - Keziah Jones, musicien nigérian.
- 12 janvier : 
  - « El Zotoluco » (Eulalio López Díaz), matador mexicain.
  - Farrah Forke, actrice américaine († 25 février 2022).
  - Rachael Harris, actrice américaine.
- 14 janvier : Florian Gazan, animateur vedette de l’émission Le 6/9 sur NRJ.
- 17 janvier :
  - Stéphane Meca, matador français.
  - Mathilde Seigner, actrice française.
- 19 janvier : Scott Clendenin, bassiste de death metal américain († 24 mars 2015).
- 20 janvier : Tundu Lissu, homme politique tanzanien.
- 21 janvier : 
  - Kim Yoon-seok, acteur sud-coréen.
  - Charlotte Ross, actrice américaine.
- 22 janvier : Heath, musicien japonais († octobre 2023).
- 24 janvier : Zury Ríos, femme politique guatémaltèque.
- 28 janvier : Isabelle Beauruelle, judokate française († 6 mai 2018).
- 29 janvier : 
  - Bobbie Phillips, actrice américaine.
  - François-Xavier Fauvelle, historien et archéologue français spécialiste de l’Afrique.
- 30 janvier : Felipe VI, roi d'Espagne depuis 2014.

## Février
- 1er février : Lisa Marie Presley, chanteuse américaine, écrivaine et fille d'Elvis Presley († 12 janvier 2023).
- 2 février : Oumou Sangaré, chanteuse et compositrice malienne.
- 4 février : Laurent Troude, photojournaliste français († 25 février 2018).
- 7 février : Katja K, actrice de charme danoise.
- 8 février : Gary Coleman, acteur américain († 28 mai 2010).
- 12 février : Josh Brolin, acteur américain.
- 13 février : 
  - Emmanuel Atuyakila, homme politique de la République démocratique du Congo.
  - Céline Géraud, ancienne judokate française devenue animatrice de télévision.
- 15 février : Axelle Red, chanteuse belge.
- 18 février : 
  - Emmanuel Gobilliard, évêque catholique français.
  - Molly Ringwald, actrice américaine, membre du Brat Pack.
  - Tommy Tallarico, compositeur de jeu vidéo américain.
- 22 février : Luis Gneiting, homme politique paraguayen († 25 juillet 2018).
- 24 février : Francesco Baiano, footballeur italien.
- 25 février : Sandrine Kiberlain, actrice, réalisatrice et chanteuse française.
- 26 février : Tim Commerford, bassiste de Rage Against The Machine et d'Audioslave.
- 27 février : Lisa M. Montgomery, criminelle, condamnée à mort et exécutée aux États-Unis († 13 janvier 2021).
- 28 février : Dean Brisson, réalisateur, animateur et directeur artistique québécois.

## Mars
- 2 mars : Daniel Craig, acteur britannico-américain.
- 3 mars : Wilfrid Estève, photographe, producteur, journaliste et enseignant français.
- 4 mars : 
  - Patsy Kensit, actrice britannique.
  - Kyriákos Mitsotákis, homme politique grec.
- 5 mars : 
  - Pierre Diot, comédien et humoriste français.
  - Ambrose Mandvulo Dlamini, homme d'affaires et homme d'État swazilandais († 13 décembre 2020).
- 6 mars :
  - Moira Kelly, actric américaine.
  - Sunaree Rachasima, chanteuse pop thaïlandaise.
  - Józef Leśniak, homme politique polonais († 4 mai 2022).
- 10 mars : Pavel Srníček, footballeur tchèque († 29 décembre 2015).
- 11 mars : Raphael Rowe, journaliste et présentateur britannique.
- 12 mars :
  - Karen Connelly, poétesse et romancière canadienne.
  - Aaron Eckhart, acteur américain.
  - Jean-Vincent Placé, homme politique français.
  - 14 mars : Roberts Ķīlis, universitaire letton († 19 mars 2022).
- 15 mars : Sabrina Salerno, chanteuse et actrice italienne.
- 21 mars :
  - Dalian Atkinson, footballeur britannique († 15 août 2016).
  - Marta Yolanda Díaz-Durán, journaliste et professeur guatémaltèque.
  - Valérie Pascal, animatrice de télévision et actrice française.
- 23 mars : 
  - Damon Albarn, chanteur, pianiste et guitariste anglais du groupe Blur, Gorillaz et The Good, the Bad and the Queen .
  - Pierre Palmade, humoriste et acteur français.
- 24 mars : Gyöngyi Szalay-Horváth, escrimeuse hongroise († 30 décembre 2017).
- 26 mars : Alessio Galletti, coureur cycliste italien († 15 juin 2005).
- 28 mars : Max Perlich, acteur américain.
- 29 mars :
  - Charlotte Beaudry, peintre belge.
  - Juan Bell, joueur de baseball dominicain († 24 août 2016).
  - Lucy Lawless, actrice, chanteuse et productrice néo-zélando-américaine.
- 30 mars : 
  - Céline Dion, chanteuse québécoise.
  - Donna D'Errico, modèle de charme et une actrice américaine.
- 31 mars :
  - Yann Moix, écrivain français.
  - Big Syke, rappeur américain († 5 décembre 2016).

## Avril
- 1er avril : 
  - Alexander Stubb, homme d'État finlandais.
  - Traci Lind, actrice et productrice américaine.
- 3 avril : Mohamed Mahmoud Ould Mohamedou, Historien et diplomate américano-helvético-mauritanien († 17 septembre 2024).
- 8 avril : Patricia Arquette, actrice, productrice et réalisatrice américaine.
- 14 avril :
  - Anthony Michael Hall, acteur américain, membre du Brat Pack.
  - Nicolas Pothier, scénariste français.
- 19 avril : 
  - Mswati III, roi du Swaziland.
  - Ashley Judd, actrice et militante féministe américaine.
- 20 avril : Arminka Helić, paire et femme politique britannique.
- 21 avril : Jean-Louis Agobet, compositeur français.
- 22 avril : Zarley Zalapski, joueur de hockey sur glace canadien et suisse († 10 décembre 2017).
- 24 avril :
  - Aidan Gillen, acteur irlandais.
  - Rose Boyata Monkanju, femme politique congolaise.
- 28 avril : Scott Putesky, musicien américain († 22 octobre 2017).
- 29 avril : Kolinda Grabar-Kitarović, femme d'État croate.
- ? avril : Mohamed Dridi, boxeur franco-tunisien († 5 décembre 2016).

## Mai
- 1er mai : Seol Kyeong-gu, acteur sud-coréen.
- 2 mai : Pia Laus-Schneider, cavalière de dressage germano-italienne.
- 3 mai : Amy Ryan, actrice américaine.
- 7 mai : Traci Lords, actrice américaine.
- 9 mai : 
  - Marie-José Pérec, athlète française.
  - Nataša Pirc Musar, avocate et journaliste slovène.
- 10 mai : Eva Baronsky, journaliste allemande.
- 11 mai : Jeffrey Donovan, acteur américain.
- 12 mai : Tony Hawk, skateboarder américain
- 13 mai : 
  - Bruno Tuchszer, comédien français.
  - Susan Floyd, actrice américaine.
  - Scott Morrison, Premier ministre d'Australie de 2018 à 2022
- 16 mai : Judith Henry, actrice française.
- 17 mai : Saskia Temmink, actrice néerlandaise.
- 18 mai : Irina Krioukova, joueuse d'échecs russe.
- 20 mai : Pierre Tessier, acteur français.
- 21 mai : 
  - Fatimata Niambali, femme politique malienne.
  - Davide Tizzano, rameur d'aviron italien, double champion olympique.
- 23 mai :
  - Aytən Mustafayeva, femme politique azérie.
  - Guinevere Turner, actrice, scénariste et productrice américaine.
  - John Ortiz, acteur américain.
  - Philippe Verdier, journaliste français.
- 25 mai : Mary Waya, joueuse de netball malawite.
- 26 mai : 
  - Frederik de Danemark, roi du Danemark.
  - Kako Nubukpo, homme politique et économiste togolais.
- 28 mai : Kylie Minogue, chanteuse, compositrice et actrice australienne.
- 31 mai: Stéphane E. Roy, acteur, cinéaste, dramaturge et metteur en scène canadien.

## Juin
- 1 juin : Jason Donovan, chanteur et acteur australien.
- 2 juin :  
  - Julie Wolkenstein, écrivaine française.
  - Andy Cohen, une personnalité de télévision américaine
- 3 juin : Joachim Halupczok, coureur cycliste polonais († 5 février 1994).
- 4 juin : Fares Kilzie, entrepreneur russe.
- 5 juin : Jodi Huisentruit, présentatrice de télévision († mai 2001).
- 7 juin : Guillaume de Fonclare, écrivain et chroniqueur de presse écrite français.
- 9 juin :  Andreas Zeyer, footballeur allemand.
- 10 juin : 
  - Boris Rehlinger, acteur français de doublage et voix de Jason Statham
  - Bill Burr, humoriste et acteur américain
- 11 juin : 
  - Louis Laforge, journaliste français.
  - Bryan Perro, auteur, comédien et conteur canadien.
  - Alois de Liechtenstein, régent de la principauté de Liechtenstein depuis 2004.
- 12 juin : 
  - Bahman Golbarnejhad, coureur cycliste paralympique iranien († 17 septembre 2016).
  - Jewell Caples, chanteuse américaine de R&B († 6 mai 2022).
- 13 juin :
  - Fabio Baldato, coureur cycliste italien, professionnel de 1991 à 2008.
  - Piotr Jegor, footballeur international polonais († 17 mars 2020).
- 14 juin :
  - Jan Dydak, boxeur polonais († 27 mars 2019).
  - Faizon Love, acteur américain.
  - Ukhnaagiin Khürelsükh, homme politique mongol.
- 15 juin : 
  - Oh Dal-soo, acteur sud-coréen.
  - Samba Touré, chanteur malien.
- 16 juin : Olivier Truchot, journaliste français.
- 18 juin : Véronique Bidoul, femme politique belge de langue française.
- 20 juin : Tonya Kinzinger, actrice et animatrice américaine.
- 25 juin : Pierre-François Martin-Laval, acteur, réalisateur et metteur en scène français.
- 26 juin :
  - Armand de Las Cuevas, coureur cycliste français († 2 août 2018).
  - Jovenel Moïse, 58e Président de la République d'Haïti de 2017 à 2021 († 7 juillet 2021).
- 27 juin : Pascale Bussières, actrice québécoise.
- 28 juin : Chayanne, chanteur portoricain.
- 29 juin : 
  - Isabelle Bauduin, footballeuse française.
  - Theoren Fleury, joueur de hockey sur glace canadien.
- 30 juin :
  - Phil Anselmo, musicien américain.
  - « El Cordobés » (Manuel Díaz González), matador espagnol.
  - Rafael Moreno Valle, homme politique mexicain († 24 décembre 2018).

## Juillet
- 5 juillet :
  - Hedi Slimane, photographe et styliste français.
  - Ken Akamatsu, dessinateur de manga.
  - Susan Wojcicki, chef d'entreprise américaine († 10 août 2024).
- 8 juillet :
  - Elizabeth Hinostroza, médecin et femme politique péruvienne.
  - Michael Weatherly, acteur américain.
- 9 juillet :
  - Paolo Di Canio, footballeur italien.
  - Rafael de la Viña (Rafael Jiménez de Mingo), matador espagnol.
  - Lydie Jean-Dit-Pannel, plasticienne française.
- 15 juillet : Stan Kirsch, acteur américain († 11 janvier 2020).
- 16 juillet : Leo Peelen, coureur cycliste néerlandais († 24 mars 2017).
- 17 juillet : Beth Littleford, actrice américaine.
- 18 juillet : 
  - Yukinori Miyabe, patineur de vitesse japonais († 7 mars 2017).
  - Iana Boukova, poétesse, écrivaine et essayiste bulgare.
- 21 juillet : Brandi Chastain, footballeur américaine.
- 24 juillet : Kristin Chenoweth, américaine
- 26 juillet : Frédéric Diefenthal, acteur français.
- 27 juillet : Julian McMahon, acteur américain († 2 juillet 2025).
- 29 juillet : Vicente Barrera, matador espagnol.
- 30 juillet : Terry Crews, acteur américain.
- 31 juillet : Denis Loré, matador français.

## Août
- 4 août : Daniel Dae Kim, acteur coréen.
- 5 août :
  - Marine Le Pen, femme politique française.
  - Colin McRae, pilote automobile écossais de rallye († 15 septembre 2007).
- 8 août : 
  - Christophe Dupouey, coureur cycliste français († 5 février 2009).
  - Jean-Marie Lukulasi Massamba, homme politique congolais.
- 9 août : Gillian Anderson, actrice américaine.
- 11 août : Anna Gunn, actrice américaine.
- 12 août : Teresia Teaiwa, poétesse et universitaire kiribatienne et américaine († 21 mars 2017).
- 13 août :
  - Jutta Nardenbach, footballeuse allemande († 8 juin 2018).
  - Stephanie Shiao, actrice et chanteuse taïwanaise.
- 14 août : Jamila Ksiksi, femme politique tunisienne († 19 décembre 2022).
- 16 août : 
  - Karine Le Marchand, animatrice télé française.
  - Clovis Cornillac, acteur et réalisateur français
- 17 août : 
  - Andriy Kuzmenko, chanteur et animateur de télévision ukrainien († 2 février 2015).
  - Helen McCrory, actrice britannique († 16 avril 2021).
- 20 août : Hélène Babu, actrice française.
- 23 août : Cortez Kennedy, joueur américain de football américain († 23 mai 2017).
- 26 août : Valérie Karsenti, actrice française.
- 27 août : 
  - Alessandra Cappellotto, coureuse cycliste italienne.
  - Alison Suttie, femme politique britannique.
- 31 août : Véronique Cornet, femme politique belge († 14 juillet 2015).

## Septembre
- 1er septembre : Karim Wade, homme politique sénégalais.
- 5 septembre : Brad Wilk, batteur de Rage Against The Machine et d'Audioslave.
- 7 septembre : 
  - Marcel Desailly, footballeur français.
  - Lori Chavez-DeRemer, femme politique américaine.
- 8 septembre : Litri (Miguel Báez Spínola), matador espagnol.
- 9 septembre : Julia Sawalha, actrice britannique.
- 12 septembre : Zidani, comédienne et humoriste belge.
- 16 septembre : Marc Anthony, chanteur américain d'origine portoricaine.
- 17 septembre :
  - Akhenaton, rappeur français.
  - Anastacia, chanteuse américaine.
  - Tito Vilanova, footballeur espagnol († 25 avril 2014).
- 19 septembre : Ginés Cartagena, rejoneador espagnol († 22 novembre 1995).
- 20 septembre : Guy Nantel, humoriste québécois.
- 21 septembre : Ricki Lake, actrice et présentatrice de télévision américaine.
- 22 septembre : DJ Splash, DJ hongrois († 29 juillet 2022).
- 25 septembre : Will Smith, acteur, chanteur, producteur et scénariste américain.
- 26 septembre : Ben Shenkman, acteur américain.
- 27 septembre : Asha Ismail, militante kenyane contre les mutilations génitales.
- 28 septembre : Naomi Watts, actrice et productrice britannique.
- 29 septembre : 
  - Brad Smith, bassiste américain du groupe Blind Melon.
  - Luke Goss, acteur et batteur britannique.
- 30 septembre : Simone Osygus, nageuse allemande.

## Octobre
- 1er octobre : 
  - Keziah Jones, chanteur nigérian.
  - Amobé Mévégué, journaliste franco-camerounais († 8 septembre 2021).
- 2 octobre :
  - Fabio Maffei, pianiste et compositeur italo-suisse.
  - Jana Novotná, joueuse de tennis tchécoslovaque puis tchèque († 19 novembre 2017).
- 6 octobre : Mel Robbins, animatrice de télévision américaine.
- 7 octobre : Thom Yorke, leader du groupe de rock britannique Radiohead.
- 9 octobre : 
  - Kate Rock, femme politique britannique.
  - Pete Docter, réalisateur, scénariste, producteur et acteur américain.
- 10 octobre : Li Boguang, avocat et militant des droits de l'homme chinois († 26 février 2018).
- 11 octobre : Halla Tómasdóttir, femme d'état islandaise.
- 12 octobre : Hugh Jackman, acteur australien.
- 13 octobre : 
  - Arnaud Gidoin, humoriste, acteur et animateur de télévision français.
  - Carlos Marín, baryton espagnol († 19 décembre 2021).
- 15 octobre : 
  - Didier Deschamps, footballeur français.
  - José Antonio Vera, footballeur espagnol.
  - Vanessa Marcil, actrice américaine.
- 16 octobre : 
  - Jean-Philippe Gatien, pongiste français.
  - Elsa Zylberstein, actrice française.
- 17 octobre : Ziggy Marley, chanteur de reggae, jamaïcain.
- 23 octobre : Travis Davis, acteur, réalisateur et producteur américain († 12 octobre 2009).
- 25 octobre : Christopher McQuarrie, réalisateur et scénariste américain.
- 27 octobre : Radhouane Charbib, Tunisien connu comme étant le plus grand homme vivant jusqu'à ce que soit mesuré Bao Xishun († 15 janvier 2005).
- 28 octobre : Akkemay, actrice néerlandaise.
- 31 octobre : María Carámbula, actrice argentino-uruguayenne.

## Novembre
- 1er novembre : Lina Cheryazova, skieuse acrobatique ouzbèke († 23 mars 2019).
- 4 novembre : Jean-Philippe Forêt, footballeur et entraîneur français († 3 mai 2022).
- 5 novembre : 
  - Seth Gilliam, acteur américain.
  - Sam Rockwell, acteur américain.
- 7 novembre : Ignacio Padilla, romancier, nouvelliste, essayiste et auteur de récits de science-fiction et de littérature d'enfance et de jeunesse mexicain († 20 août 2016).
- 8 novembre : 
  - Zara Whites, écrivaine et actrice pornographique franco-néerlandaise.
  - Parker Posey, actrice et productrice américaine.
- 10 novembre : Ishtar, chanteuse israélienne.
- 11 novembre : Jérôme Anthony, animateur de télévision français.
- 12 novembre : Kathleen Hanna, chanteuse et musicienne américaine.
- 15 novembre :
  - Deborah S. Jin, physicienne américaine († 15 septembre 2016).
  - Russell Tyrone Jones (Ol' Dirty Bastard), rappeur américain.
- 18 novembre : Owen Wilson, acteur, producteur et scénariste américain.
- 20 novembre : 
  - Goya Kitenge Bijoux, femme politique congolaise.
  - James Dutton, astronaute américain.
- 21 novembre :
  - Alex James, bassiste anglais du groupe Blur.
  - Tamara Gorski, actrice canadienne.
  - Umarali Kuvvatov, homme d'affaires et dissident tadjik († 5 mars 2015).
- 22 novembre :
  - Daedra Charles, joueuse de basket-ball américaine († 14 avril 2018).
  - Sidse Babett Knudsen, actrice danoise.
- 23 novembre : Pierre Tissot, acteur français.
- 24 novembre : 
  - Taoufik Charfeddine, avocat et homme politique tunisien.
  - Philippe Logak, haut fonctionnaire et dirigeant d'entreprise français.
- 28 novembre : Julien Terzics, musicien et activiste antifasciste français († 1er juillet 2024).
- 29 novembre : 
  - Eiji Ezaki, catcheur japonais († 3 mars 2016).
  - Charlotte Valandrey, actrice et écrivaine française († 13 juillet 2022).
- 30 novembre : Laurent Jalabert, coureur cycliste français.

## Décembre
- 1er décembre : Stephan Beckenbauer, footballeur allemand († 1er août 2015).
- 2 décembre : 
  - Lucy Liu, actrice américaine.
  - Nate Mendel, bassiste américain du groupe Foo Fighters.
  - Rena Sofer, actrice américaine.
- 5 décembre : Lisa Marie, d'abord mannequin pour Calvin Klein, puis actrice américaine.
- 6 décembre : Sadyr Japarov, homme politique Kirghizie.
- 9 décembre : Joshua Osih, homme politique camerounais.
- 10 décembre : Javier Vázquez, matador espagnol.
- 11 décembre : 
  - Fabien Lévy, compositeur français.
  - Emmanuelle Charpentier, microbiologiste, généticienne et biochimiste française.
- 14 décembre :
  - Noelle Beck, actrice américaine.
  - Kazuyo Katsuma, femme d'affaires et auteure japonaise.
- 21 décembre : Vanessa Marquez, actrice américaine († 30 août 2018).
- 24 décembre : Choi Jin-sil, actrice sud-coréenne († 2 octobre 2009).
- 25 décembre :
  - Helena Christensen, mannequin et photographe danoise d'origine péruvienne, élue Miss Danemark en 1986.
  - Nemam Ghafouri, médecin humanitaire irakienne et suédoise († 1er avril 2021).
- 26 décembre : Kouadio Konan Bertin, homme politique ivoirien.
- 28 décembre : Michael Hopkins, astronaute américain.
- 29 décembre : Moussa Dadis Camara, ancien président de la république de Guinée.
- 31 décembre : Lemina Mint El Kotob Ould Moma, femme politique mauritanienne.

## Date inconnue
- Fatou Diome, écrivaine franco-sénégalaise.
- Theresia Gouw, entrepreneure.
- Maria da Graça Samo, femme politique mozambicaine.
- Delbar Nazari, femme politique afghane.
- Évariste Ndayishimiye, personnalité politique burundaise, président du Burundi depuis 2020.
- Peggy Piesche, chercheuse allemande.
- Aicha Tachinouite, chanteuse et danseuse marocaine.
- Vera Songwe, économiste camerounaise.
- Martin Ssempa, pasteur ougandais anti-gay.
- Mário Eduardo Viaro, linguiste et traducteur brésilien.
- Oliver Lekeaka, commandant séparatiste ambazonien († 12 juillet 2022).
- Jaouhar Ben Mbarek, homme politique tunisien.
- Katy Léna Ndiaye, journaliste et écrivaine sénégalaise et belge.